# Цуцугамуши
Цуцугамуши (цуцугамуси; с яп. — «клещевая болезнь»), японская речная лихорадка, сыпной тиф джунглей или краснотелковый риккетсиоз) (лат. rickettsiosis tsutsugamushi) — острый природно-очаговый трансмиссивный риккетсиоз, характеризующийся первичным аффектом, лимфаденопатией.
По степени тяжести выделяют лёгкое течение, течение средней тяжести и тяжёлое течение. По форме заболевание может протекать субклинически и атипично.

## Этиология

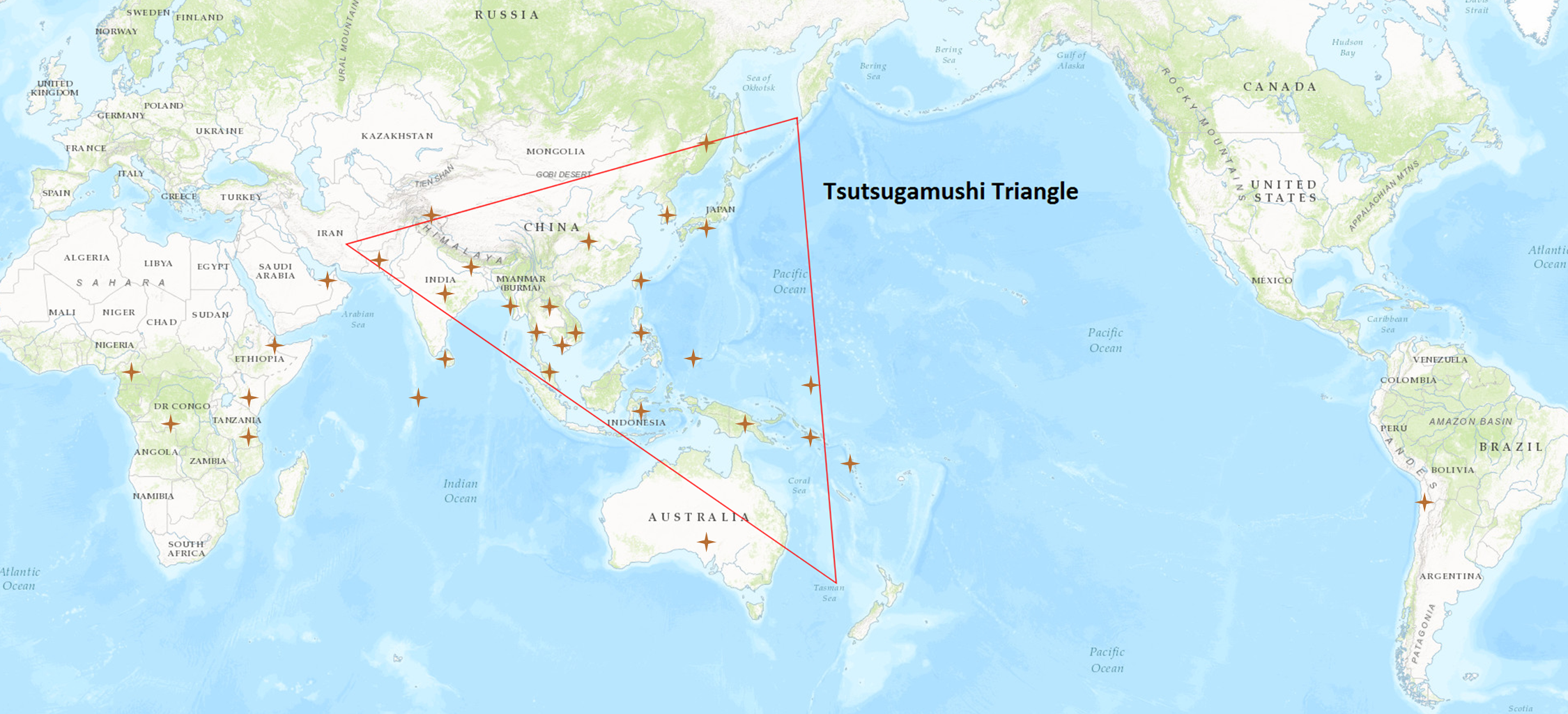
Крестиком отмечены очаги заболевания и «Треугольник Цуцугамуси» — регион повышенной опасности

Возбудитель — Orientia tsutsugamushi (ранее R. tsutsugamushi, R. orientalis). Возбудитель обладает теми же свойствами, что и другие риккетсии. Антигенная структура O. tsutsugamushi позволяет выделить ряд сероваров: Gilliam, Karp, Kato, Fan. Все штаммы различаются по вирулентности и по антигенным свойствам. Есть штаммы, убивающие 80—100 % подопытных белых мышей, и штаммы, которые обусловливают у них только легкие клинические проявления. Риккетсии нестойки во внешней среде, моментально погибают при кипячении. Выделенные в России штаммы O. tsutsugamushi относятся к серовару Gilliam.

## Эпидемиология
Источник инфекции — личинки краснотелковых клещей родов Leptotrombidium и Neofroinbicula, которые нападают на людей и животных для кровососания. Личинка питается только один раз и только на одном хозяине. Уровень и сезонность заболеваемости зависит от активности клещей (июль—сентябрь).

## Патогенез
| Симптомы                                                                       | Патогенез                                                                                                |
| ------------------------------------------------------------------------------ | --- |
| Локализованная лимфаденопатия                                                  | Местная реакция в ответ на внедрение и размножение риккетсий                                             |
| Лихорадка                                                                      | Токсическое действие на ЦНС в период риккетсиемии                                                        |
| Гиперемия кожи                                                                 | Расширение сосудов под действием токсина риккетсий                                                       |
| Кожные высыпания                                                               | Поражение риккетсиями сосудов кожи на фоне риккетсиемии (васкулиты, периваскулиты)                       |
| «Подсыпания» при тяжелом течении                                               | Возможно, повторная риккетсиемия, за счет размножения риккетсий, сохранившихся в паренхиматозных органах |
| Тахикардия                                                                     | Проявление интерстициального миокардита                                                                  |
| Падение АД                                                                     | Проявление интерстициального миокардита, поражение надпочечников, генерализованное поражение сосудов     |
| Ритм галопа (трехчленный ритм сердца при высокой частоте сердечных сокращений) | Интерстициального миокардит (плохой прогностический признак)                                             |
| Интерстициальная пневмония                                                     | Чаще — васкулит, присоединение вторичной инфекции                                                        |
| Тифозный статус, бессонница, галлюцинации                                      | Поражение ЦНС (нарушение микроциркуляции, действие токсина риккетсий)                                    |
| Боль в животе                                                                  | Увеличение мезентериальных лимфатических узлов, кровоизлияния в слизистые оболочки кишечника, брюшину    |
| Задержка мочеиспускания или непроизвольное мочеиспускание                      | Центрального генеза (на фоне энцефалита)                                                                 |

## Патоморфология
В лимфатических узлах обнаруживают воспалительные изменения, развивается генерализованный лимфаденит. Гистологически — гиперплазия в фолликулах, откладывания фибрина, гиалиноз стенок сосудов, у части больных — коагуляционный некроз клеток. Почти у половины умерших от этой болезни обнаруживают очаговую или диффузную интерстициальную пневмонию.

## Лечение
Лечение проводят антибиотиками тетрациклинового ряда, левомицетином. Тетрациклин назначают по 0,3 г 4 раза в сутки, левомицетин по 0,5 г 4 раза в сутки до третьего дня нормальной температуры тела, но не менее 6-7 дней. В случае тяжелого течения болезни антибиотики назначают парентерально. Патогенетическое лечение предусматривает введение сердечно-сосудистых и дезинтоксикационное средств. В особо тяжелых случаях назначают гликокортикостероиды. Вообще лечение больных тяжелыми формами лихорадки цуцугамуши проводят по тем же принципам, что и эпидемическим сыпным тифом.
Больных выписывают из больницы после клинического выздоровления. Длительность стационарного лечения зависит от степени астенизации. Даже после легкой формы лихорадки цуцугамуши больные нуждаются в длительном освобождении от работы — не меньше, чем месяц после выписки из стационара.

## Профилактика
Проведение специфической профилактики лихорадки цуцугамуши ограничивает антигенная разнородность штаммов возбудителя. Убитые, живые или химические вакцины не дают 100 % защитного эффекта. Общие мероприятия включают уничтожение клещей и мест их выплода — зарослей кустарников (другое название болезни — кустарниковый тиф) и соблюдение мер индивидуальной защиты.

## Прогноз
Благоприятный, но возможны осложнения: тромбофлебиты, пролежни, кровотечения, гангрены конечностей, инфекционный психоз.